# World Hijab Day
Der World Hijab Day (WHD) ist ein jährlich am 1. Februar veranstalteter Aktionstag, der Frauen die Verschleierung Hijab näherbringen soll.

## Geschichte
Der Aktionstag wurde 2013 von der New Yorker Muslimin Nazma Khan ins Leben gerufen. Mit ihrer Idee möchte sie religiöse Toleranz und Verständnis fördern, indem sie Frauen einlädt, den Hijab für einen Tag zu erleben. Dieses Verständnis soll helfen, Kontroversen darüber entgegenzuwirken, warum muslimische Frauen sich dafür entscheiden, den Hijab zu tragen. Der World Hijab Day wird inzwischen in über 140 Ländern veranstaltet. Im Jahr 2017 erkannte der Staat New York den Welt-Hijab-Tag an und anlässlich desselben fand im britischen Unterhaus eine Veranstaltung statt, an der auch Theresa May (die damalige Premierministerin des Vereinigten Königreichs) teilnahm.
Als „sichtbare Muslimin“ machte Nazma Khan bereits früh Erfahrungen mit Vorurteilen und Stigmatisierung und erlebte während ihrer Schul- und Studienzeit immer wieder Diskriminierung aufgrund ihres Hijab. Aus dieser Perspektive heraus rief sie den World Hijab Day ins Leben, um Verständnis für die Perspektive Hijab tragender muslimischer Frauen zu wecken.

## Kontroversen
Die politische Situation und dadurch auch die Motivationen, Perspektiven und Möglichkeiten zur freien Willensbildung von Frauen sind stark von Gesellschaft und Epoche abhängig. In Deutschland (Stand 2020) nennen muslimische Frauen als wichtigstes Entscheidungskriterium für den Hijab ihr religiöses Selbstverständnis. Nur in weniger als 5 % der Fälle erwarten Familie, Partner oder Bekannte ein Kopftuch. Im Vergleich dazu sprechen sich bei Frauen, die kein Kopftuch tragen, in 17 % der Fälle Familie /Partner und in 22 % Bekannte, gegen ein Kopftuch aus. Darüber hinaus befürchtet ein Drittel der Frauen, sollten sie ein Kopftuch tragen, Nachteile in Schule, Ausbildung oder Beruf, in 16 % der Fälle existierten faktische Nachteile oder Kopftuchverbote.
Von „antimuslimischem Rassismus“ sind Hijab tragende Frauen etwa anderthalbmal so häufig betroffen wie Frauen ohne Hijab. 2016 gaben in einer EU-weiten Studie knapp 40 Prozent der Frauen mit Kopftuch an, im Jahr zuvor Belästigungen erfahren zu haben, gut jede Fünfte wurde beleidigt und zwei Prozent wurden physisch angegriffen.

## No Hijab Day
Um auf die Situation von Frauen, die den Hijab nicht freiwillig tragen, aufmerksam zu machen, rufen seit 2019 (ebenfalls am 1. Februar) Frauenrechtlerinnen wie die Saudi-Araberin Ensaf Haidar (Ehefrau des inhaftierten Raif Badawi) und die Bloggerin Yasmine Mohammed sowie Verbände wie Terre des Femmes und der Zentralrat der Ex-Muslime zum No Hijab Day („Tag gegen den Hijab“) auf.